# ببغاء تركوازين
ببغاء تركوازين أو ببغاء فيروزي (باللاتينية: Neophema pulchella) (بالإنجليزية: Turquoise parrot) ، هو نوع ينتمي إلى بستاكوليداي (فصيلة: Psittaculidae) .